# Liste des châteaux du Val-de-Marne
Cet article recense les châteaux du Val-de-Marne, en France.

## Liste
| Icône            | Signification    | Abréviations             | Abréviations                  | Abréviations             | Abréviations           |
| ---------------- | ---------------- | ------------------------ | ----------------------------- | ------------------------ | ---------------------- |
| Château fort     | Château fort     | = Bastide                | = Ferme fortifiée             | = Maison forte           | = (Néo-)Palladianisme  |
| Renaissance      | Renaissance      | = Château gascon         | = Folie (montpelliéraine)     | = Manoir, Gentilhommière | = Résidence épiscopale |
| Domaine viticole | Domaine viticole | = Classicisme, classique | = Forteresse, fort(ification) | = Maison (noble)         | = Style Beaux-Arts     |
| Palais           | Palais           | = Commanderie            | = Gothique (flamboyant)       | = Néo-baroque            | = Style Second Empire  |
| Ruine ou disparu | Ruine, disparu   | = Château pinardier      | = Hôtel particulier           | = Néo-classique          | = Style italianisant   |
|                  |                  | = Demeure seigneuriale   | ... = Style Louis XII...XVI   | = Néo-gothique           | = Style troubadour     |
|                  |                  | = Éclectisme             | = Logis (seigneurial)         | = Néo-Renaissance        | = Villa (de Nice)      |
| Baroque, rococo  | Baroque, rococo  | = Édifice religieux      | = Motte castrale/féodale      | = Pavillon de chasse     | = Styles du XXe siècle |

| Type                                                    | Château                                          | Commune               | Protection | Notes                                                                                       | Coordonnées                 | Illustration |
| ------------------------------------------------------- | ------------------------------------------------ | --------------------- | --- | ------------------------------------------------------------------------------------------- | --------------------------- | ------------ |
| Maison (noble)                                          | Pavillon d'Antoine de Navarre (Maison du Cadran) | Charenton-le-Pont     | Classé MH (1862) · Notice no PA00079861                                                                         | XVIIe siècle, actuel hôtel de ville                                                         | 48° 49′ 12″ N, 2° 24′ 58″ E |              |
| Maison (noble)                                          | Château des Arcs                                 | Cachan                | Classé MH (1875) · Notice no PA00079856 · Notice no IA94000383                                                  | XVIe et XVIIe siècles, XVIIIe et XIXe siècles, abrite le conservatoire de musique           | 48° 47′ 56″ N, 2° 19′ 55″ E |              |
| Château fort · Ruine ou disparu                         | Château de Beauté-sur-Marne                      | Nogent-sur-Marne      | | Moyen Âge, détruit en 1626                                                                  | 48° 49′ 59″ N, 2° 28′ 30″ E |              |
| Classicisme, classique · Ruine ou disparu               | Château de Bercy                                 | Charenton-le-Pont     | Inscrit MH (1959) · Classé MH (1966) · Notice no PA00079859 · Notice no IA00060668                              | XVIIe et XVIIIe siècles, détruit en 1861 ; subsistent les façades des pavillons nord et sud | 48° 49′ 37″ N, 2° 24′ 04″ E |              |
| Classicisme, classique · Ruine ou disparu               | Château de Berny                                 | Fresnes               | Inscrit MH (1929) · Notice no PA00079876                                                                        | XVIIe siècle, détruit au XIXe siècle ; subsiste une partie de l'aile Nord                   | 48° 45′ 32″ N, 2° 18′ 47″ E |              |
| Ruine ou disparu                                        | Château de Boissy-Saint-Léger                    | Boissy-Saint-Léger    | | Détruit                                                                                     |                             |              |
| Château fort · Style Louis XVI                          | Château de Brévannes                             | Limeil-Brévannes      | Inscrit MH (1980, 2002) · Notice no PA00079884 · Notice no IA00027977                                           | Moyen Âge, XVIIIe et XIXe siècles, XXe siècle, actuel hôpital Émile-Roux                    | 48° 44′ 53″ N, 2° 29′ 20″ E |              |
| Baroque, rococo                                         | Château de Bry                                   | Bry-sur-Marne         | Notice no 04240000030                                                                                           | XVIIIe siècle, abrite une école catholique privée                                           | 48° 50′ 20″ N, 2° 31′ 19″ E |              |
| Classicisme, classique · Ruine ou disparu               | Château de Choisy-le-Roi                         | Choisy-le-Roi         | Inscrit MH (1927, 2020) · Notice no PA00079868                                                                  | XVIIIe siècle, détruit en 1839 ; subsistent deux pavillons                                  | 48° 45′ 47″ N, 2° 24′ 32″ E |              |
| Classicisme, classique · Ruine ou disparu               | Château de la Faulotte                           | Nogent-sur-Marne      | Notice no IA00049979                                                                                            | XVIIe et XVIIIe siècles, XIXe siècle, démoli en 1896                                        | 48° 50′ 13″ N, 2° 29′ 17″ E |              |
| Renaissance · Classicisme, classique · Ruine ou disparu | Château du Grand-Val                             | Sucy-en-Brie          | Notice no IA00028122                                                                                            | XVIe et XVIIIe siècles, démoli en 1948                                                      | 48° 46′ 32″ N, 2° 31′ 11″ E |              |
| Renaissance · Classicisme, classique                    | Château de Grosbois                              | Boissy-Saint-Léger    | Inscrit MH (1933, 1964) · Classé MH (2014) · Notice no PA00079849 · Notice no IA00028110 · Notice no IA94000470 | XVIe et XVIIe siècles, visitable                                                            | 48° 44′ 10″ N, 2° 31′ 41″ E |              |
| Forteresse, fort(ification)                             | Fort d'Ivry                                      | Ivry-sur-Seine        | Notice no IA00130028                                                                                            | 1841-1846                                                                                   | 48° 48′ 08″ N, 2° 23′ 24″ E |              |
| Renaissance · Classicisme, classique                    | Château d'Ormesson                               | Ormesson-sur-Marne    | | XVIe et XVIIIe siècles, visitable                                                           | 48° 46′ 59″ N, 2° 32′ 28″ E |              |
| Classicisme, classique                                  | Château du Parangon                              | Joinville-le-Pont     | Inscrit MH (1976) · Notice no PA00079882 · Notice no IA00050823                                                 | XVIIe siècle                                                                                | 48° 48′ 50″ N, 2° 28′ 16″ E |              |
| Style Louis XV                                          | Château de Réghat                                | Maisons-Alfort        | Inscrit MH (1979) · Notice no PA00079886                                                                        | XVIIIe et XIXe siècles, abrite le musée de Maisons-Alfort                                   | 48° 48′ 00″ N, 2° 26′ 10″ E |              |
| Renaissance · Ruine ou disparu                          | Château de Saint-Maur                            | Saint-Maur-des-Fossés | « Photo », notice no AP78N00322                                                                                 | XVIe et XVIIIe siècles, détruit au XIXe siècle                                              | 48° 48′ 46″ N, 2° 28′ 29″ E |              |
| Renaissance · Classicisme, classique                    | Château Smith-Champion                           | Nogent-sur-Marne      | Notice no IA00049978                                                                                            | XVIIe siècle, actuelle maison d'art Bernard-Anthonioz                                       | 48° 50′ 10″ N, 2° 29′ 13″ E |              |
| Classicisme, classique                                  | Château de Sucy-en-Brie                          | Sucy-en-Brie          | Classé MH (1975) · Notice no PA00079907 · Notice no IA00028119                                                  | XVIIe siècle, abrite la maison des arts et des musiques                                     | 48° 46′ 12″ N, 2° 31′ 26″ E |              |
| Néo-gothique                                            | Château des Tourelles                            | Le Plessis-Trévise    | | XIXe siècle                                                                                 | 48° 29′ 24″ N, 2° 20′ 06″ E |              |
| Château fort · Style Louis XIV                          | Château de Vincennes                             | Vincennes             | Classé MH (1993, 1999) · Notice no PA00079920 · Notice no IA00075818                                            | Moyen Âge, XVIIe et XIXe siècles, visitable                                                 | 48° 50′ 35″ N, 2° 26′ 10″ E |              |
| Classicisme, classique                                  | Château de Valenton                              | Valenton              | Notice no IA00120767                                                                                            | XVIIIe siècle                                                                               | 48° 44′ 49″ N, 2° 27′ 54″ E |              |